# دریاچه آق‌چاله
دریاچه آق‌چاله (به لاتین: Agchala Lake) یک دریاچه مردابی در جمهوری آذربایجان است.